# Гребля Каракая
Гребля Каракая (тур. Karakaya Barajı) — гребля з будівлею ГЕС на Євфраті, біля міста Гунгуш, провінція Діярбакир. Має греблю 158 м і будівлю ГЕС 60 м заввишки, 81 м завширшки, 462 м завдовжки.
ГЕС встановленою потужністю 1800 МВт (6 турбін потужністю по 300 МВт кожна) було завершено у 1987 р. ГЕС Каракая щорічно здатна виробляти 7354 млн кВт·год електроенергії.

## Дивись також
- Каскад ГЕС на Євфраті
- Водосховище Каракая
- Проект розвитку Південно-Східної Анатолії

## Ресурси Інтернету
- State Hydraulic Works (DSİ), Turkey. General information on Karakaya Dam, Turkey. Архів оригіналу за 2 липня 2014. Процитовано 4 березня 2009.
- United Nations Southeast Anatolia Sustainable Human Development Program (GAP). Архів оригіналу за 2 березня 2006. Процитовано 2 квітня 2011.
- Current status of GAP as of June 2000. Архів оригіналу за 16 липня 2011. Процитовано 2 квітня 2011.
- Data sheet (PDF). Архів оригіналу (pdf) за 25 травня 2006. Процитовано 2 квітня 2011.]
- Official GAP web site [Архівовано 1 травня 2012 у Wayback Machine.]
- Built by Brown Boveri & Co., Ltd

1. ↑  GEOnet Names Server — 2018.